# AllTrails

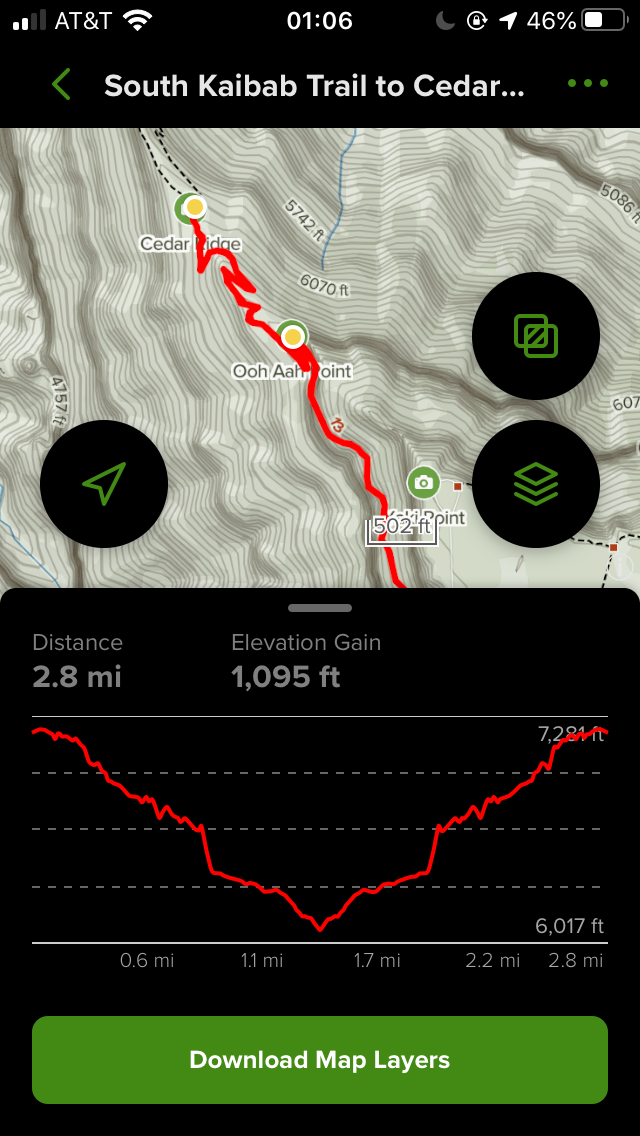
UI (User Interface) de AllTrails

AllTrails es una plataforma global de fitness y actividades al aire libre que permite a los usuarios acceder y utilizar una base de datos de rutas seleccionadas de actividades al aire libre. El servicio se puede utilizar para una variedad de deportes al aire libre, como el senderismo, el ciclismo y los deportes de invierno, y se puede utilizar a través de un sitio web y una aplicación para Android e iOS. La plataforma se basa en una estrategia de negocio freemium y tiene aproximadamente 25 millones de usuarios registrados en todo el mundo y 1 millón de usuarios de la versión de pago Pro (en enero de 2021).
La empresa se fundó en Estados Unidos en 2010 como parte del programa de aceleración AngelPad, y tiene su sede en San Francisco. Desde 2018, la empresa ha impulsado su expansión en el mercado europeo de actividades al aire libre con la localización de la plataforma a los idiomas europeos comunes y la adquisición, entre otros, de la comunidad deportiva en línea alemana GPSies.com.

## Funciones
AllTrails se puede utilizar desde su página web y sus propias aplicaciones para Android e iOS (con una aplicación independiente para WatchOS). La plataforma tiene una versión básica gratuita y una versión premium de pago con funciones adicionales (modelo de negocio freemium). Para utilizarlo, es necesario registrarse con una dirección de correo electrónico o mediante un proceso de inicio de sesión único de los servicios de Apple, Facebook y Google.

### Base de datos de rutas y sistema de navegación
Las rutas disponibles se basan en pistas GNSS generadas por los usuarios, que son verificadas y aprobadas en el sitio web por los empleados de la empresa. Los usuarios de la plataforma tienen acceso a esta base de datos de rutas y pueden utilizar las diferentes rutas para sus propias actividades al aire libre gracias al sistema de navegación integrado en la aplicación. AllTrails también proporciona acceso a pistas GNSS no archivadas. Estas pueden ser publicadas o guardadas como registros privados de usuarios. Según la empresa, un equipo de integridad de datos de 67 personas supervisa la calidad de las rutas oficiales de AllTrails. La plataforma también cuenta con un sistema de reseñas completo que permite a los usuarios evaluar las rutas, comentarlas y subir fotos.
AllTrails también tiene su propio planificador de rutas en línea, que permite a los usuarios crear rutas por adelantado en un ordenador. La vinculación con una cuenta de Apple o Garmin Connect permite a los usuarios transferir automáticamente sus actividades deportivas geocodificadas desde los dispositivos Apple o Garmin.

### Mapas
AllTrails permite a los usuarios acceder a diferentes tipos de mapas, como imágenes por satélite y mapas topográficos y temáticos basados en OpenStreetMap. La versión premium ofrece capas adicionales de mapas geoespaciales, como las condiciones meteorológicas en directo, los niveles de polen o la contaminación lumínica.

## Empresa

### Gestión de la empresa
La plataforma de actividades al aire libre está gestionada por el holding estadounidense AllTrails LLC. El director general de la empresa es Ron Schneidermann, que empezó a trabajar en AllTrails como CMO/COO y en empresas como Yelp y Accenture.
AllTrails LLC. se financia totalmente con fondos propios. La firma de capital de crecimiento Spectrum Equity se convirtió en el mayor accionista de la compañía en 2018. Otros inversores de AllTrails LLC. son las empresas de capital riesgo CampVentures y Great Oaks Venture Capital, y los inversores privados Olivier Chaine y Matthew Kimball.
Como miembro de la coalición empresarial internacional One Percent for the Planet, AllTrails Inc. dona el uno por ciento de sus ingresos anuales a esfuerzos medioambientales y de sostenibilidad. La empresa también apoya al Centro de Ética al Aire Libre "Leave No Trace", con sede en Estados Unidos, que promueve el impacto ambiental mínimo de los deportes al aire libre.

### Historia
AllTrails fue fundada y lanzada en 2010 por Russell Cook con la ayuda del programa de incubación de AngelPad. Al año siguiente, AllTrails anunció la financiación inicial de las empresas de capital riesgo 500 Startups y 2020 Ventures en una ronda que finalmente condujo a la venta de la empresa. La aplicación para teléfonos inteligentes de la plataforma se lanzó en 2011.
En 2012, la empresa anunció una colaboración con NatGeo Maps. Como parte de esta colaboración, Topo.com de National Geographic se fusionó con AllTrails, ampliando la oferta de mapas de AllTrails. Como resultado de esta colaboración, AllTrails registró por primera vez un millón de instalaciones de la aplicación. En 2013, AllTrails recibió capital inicial adicional de las empresas de capital riesgo estadounidenses CampVentures, Great Oaks Ventures y NOMO Ventures, así como de los inversores privados Olivier Chaine y Matthew Kimball.
En agosto de 2016, AllTrails, anunció la adquisición de la plataforma de outdoor EveryTrail, propiedad de TripAdvisor.
Con una inversión de capital de 75 millones de dólares de la firma de capital de crecimiento Spectrum Equity, la empresa ha ampliado enormemente sus operaciones en 2018. Como parte de la inversión de capital, Ben Spero y Matt Neidlinger de Spectrum Equity también se unieron al consejo de administración de AllTrails LLC.
En una señal de un mayor enfoque en el mercado europeo de actividades al aire libre, AllTrails anunció la adquisición de las plataformas de actividades al aire libre iFootpath del Reino Unido y GPSies.com de Alemania en 2019. Además, AllTrails también ha puesto a disposición sus servicios en alemán, francés y español.
En julio de 2019, la empresa también adquirió el sitio estadounidense de actividades al aire libre Trails.com. En octubre de 2019, la dirección cambió de Jade Van Doren, que había dirigido la empresa desde 2015, a Ron Schneidermann.